# Pickelhering
Pickelhering (tysk egl. saltet sild; holl. Pekelharing, en. Pickleherring),
kaldes narren undertiden i ældre tyske komedier,
det samme som Hanswurst. I det hele fik
komediernes obligate spasmager og klovn i ældre dage
gerne navn efter en yndet ret mad. Pickelhering er en tjenerfigur i modsætning til de højtplacerede personer i teaterformen Haupt- und Staatsaktionen, som tyske vandregrupper benyttede – se Salomon Poulsen von Qvoten, note.
Pickelhering er vistnok indkommet fra England til Tyskland over
Holland i 1600-tallet, med de såkaldte »engelske Komedianter«.